# Długopęd

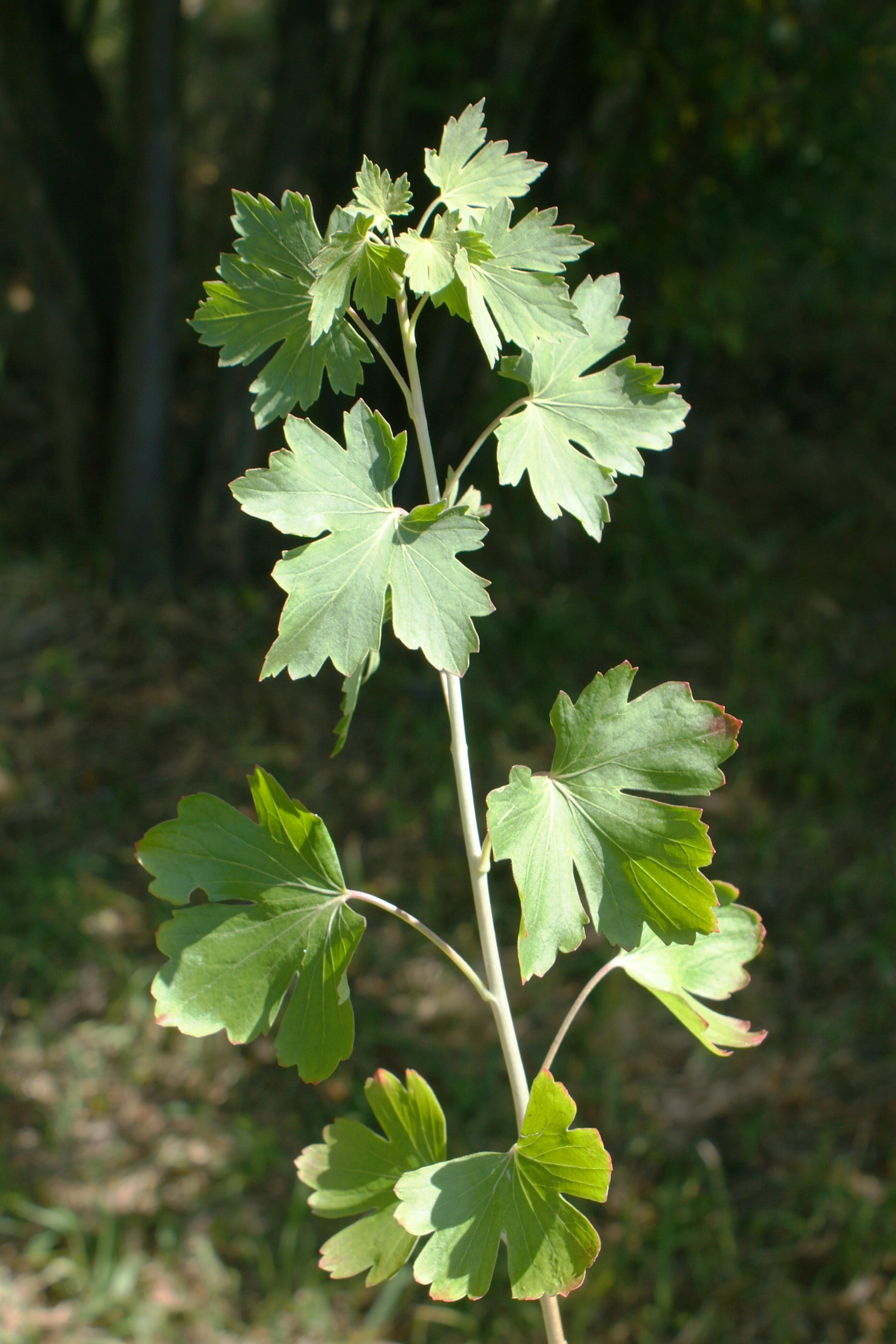
Długopęd porzeczki złotej

Długopęd – boczny pęd roślin drzewiastych o długich międzywęźlach (odległościach między poszczególnymi liśćmi) i silnym przyroście na długość. Na pędzie takim występują pojedyncze pąki liściowe, rzadko kwiatowe (np. u forsycji). Cechy morfologiczne długopędów odgrywają często istotną rolę przy oznaczaniu gatunków i odmian.